# Аркадије Поповић
Аркадије Поповић (Вруток, 1873 — 1943/1944) је био један од знаменитих српских свештеника из Горњег Повардарја.

## Биографија
Рођен је 1873. године у Врутоку. Потиче од староседелачког рода Лешовци, који је и пре Аркадија давао свештенике. Његово школовање није било потпуно јер је у младости кратко време боравио у Призрену, а ради допуне образовања је посећивао манастире недалеко од Врутока - манастир Свете Богородице у Лешку код Тетова, манастир Свете Богородице код Кичева и манастир Светог Јована код Галичника. Рукоположен је за свештеника око 1900. године. Парохија му је обухватала пет горњеполошких насеља - Вруток, Печково, Церово, Ново Село и Горње Јеловце.
Његов родни крај и области око његове парохије, налазили су се под турском и албанском окупацијом до 1912. године, када је народ живео под тешким условима. Затим је уследила бугарска окупација од 1915. до 1918. године. Свештеник Поповић је у том периоду хапшен и осуђиван зато што се усуђивао да обавља верске дужности у таквим условима. У међуратном периоду, од 1919. до 1941. године, он је стекао углед и личне симпатије народа, јер се прихватио обнове старих храмова у селима своје парохије. Два храма су обновљена у његовом родном Врутоку - Светог архангела Михаила и Светог Мине, као и у селима Печкову - Свете Петке, Горњем Јеловцу - Светог Атанасија, Церову - Светог Николе и Новом Селу - Свете Петке. Његовом заслугом је у гостиварском селу Симници, пред почетак Другог светског рата, из темеља обновљен манастир Светог Симеона Столника.
Имао је три сина - Дамјана, Прокопија и Чедомира. Први син је завршио школовање у Призренској богословији, а остала двојица су завршили српску Учитељску школу у Скопљу. Међутим, од Другог светског рата, Аркадије и његова породица су доживели тешку судбину. Под двоструком фашистичком албанско-италијанском окупацијом бивају прогнани из Врутока, да би потом Аркадије био убијен. Његово тело је враћено у Вруток и сахрањен је крај главне сеоске цркве Светог архангела Михаила.
Аркадије Поповић је био последњи стални свештеник у Врутоку, после њега деценијама није било сталног свештеника у селу. Током Другог светског рата, храмови у његовој парохији су били порушени, а нарочито је страдао манастир Светог Симеона у Симници, којег су до темеља уништили Албанци из Симнице.